# Malavika Sarukkai

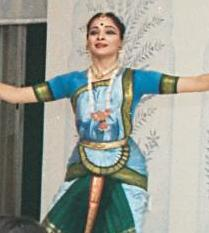

Malavika Sarukkai (ur. 1959) – indyjska tancerka.
Specjalizuje się w bharatanatjam oraz odissi. Występowała na festiwalach we Francji, Japonii, Szwajcarii czy Wielkiej Brytanii. Wyróżniona między innymi Padmą Shri, nagrodą Sangeet Natak Akademi Award (2002) i nagrodą Kalaimamani, przyznawaną przez rząd stanowy Tamil Nadu.